# گمینا پوونگسک
گمینا پوونگسک (به لهستانی:  Gmina Płońsk) یک گمینا در لهستان است که در شهرستان پوونگسک واقع شده‌است. گمینا پوونگسک ۱۲۷٫۳ کیلومتر مربع مساحت و ۷٬۶۶۹ نفر جمعیت دارد.